# Patrick Lynch (Politiker, 1866)
Patrick Gregory Lynch (* 10. Februar 1866 in County Clare, Irland; † 9. Dezember 1947 in Cork) war ein irischer Politiker, Prozessanwalt und Attorney General of Ireland. 

## Leben
Lynch kam auf dem heimatlichen Bauernhof Latoon House der Eheleute John und Elizabeth Lynch (geborene Kelly) zur Welt. Er studierte Rechtswissenschaften an der Royal University of Ireland. Er wurde 1888 zur Rechtsanwaltschaft zugelassen und praktizierte als Barrister. 1917 versuchte er als Mitglied der Irish Parliamentary Party, bei einer Nachwahl im Wahlkreis East Clare für das Parlament zu kandidieren, scheiterte jedoch an dem populären Gegenkandidaten Eamon de Valera.
Noch im gleichen Jahr trat er der Sinn Féin bei. Dem Anglo-Irischen Vertrag trat er 1922 offen entgegen.
Bei Nachwahlen zum Seanad Éireann war er 1934 auf der Arbeitnehmerliste erfolgreich. Bis zur Abschaffung des Seanads in seiner damaligen Gestalt im Mai 1936 blieb er im Amt. De Valera berief ihn am 22. Dezember 1936 zum Attorney General of Ireland. Auch mit der neuen irischen Verfassung von 1937 blieb er weiterhin im Amt. Zum 1. März 1940 übergab er sein Amt an Kevin Haugh.